# Diederik Korteweg
Diederik Johannes Korteweg (31. března 1848 's-Hertogenbosch, Nizozemsko – 10. května 1941 Amsterdam, Nizozemsko) byl holandský matematik a profesor matematiky na univerzitě v Amsterdamu. Spolu s Gustavem de Vriesem objevil tzv. Kortewegovu-de Vriesovu rovnici popisující chování vln v mělké vodě.